# Helvibis thorelli
Helvibis thorelli là một loài nhện trong họ Theridiidae.
Loài này thuộc chi Helvibis. Helvibis thorelli được Eugen von Keyserling miêu tả năm 1884.